# Cantón de Santa María de Olorón-2
El cantón de  Santa María de Olorón-2 (cantón n.º 15, Oloron-Sainte-Marie-2 en francés) es una división administrativa francesa del departamento de los Pirineos Atlánticos creado por Decreto n.º 2014-148, artículo 16.º, del 25 de febrero de 2014 y que entró en vigor el 22 de marzo de 2015, con las primeras elecciones departamentales posteriores a la publicación de dicho decreto.

## Historia
Con la aplicación de dicho Decreto, los cantones de Pirineos Atlánticos pasaron de 52 a 27.
El cantón está formado por doce de las diecisiete comunas del antiguo cantón de Santa María de Oloron-Este, las diez comunas del cantón de Arudy, las ocho comunas del cantón de Laruns, tres de las cinco comunas del cantón de Lasseube y la parte de la comuna de Santa María de Olorón situada en la rivera derecha de los ríos Aspe y Olorón.
La capital (Bureau centralisateur) está en Santa María de Olorón.

## Composición
El cantón de  Santa María de Olorón-2 comprende las treinta y cuatro comunas siguientes:
| Comunas           | Código INSEE | Superficie (km²) | Población (2012) | Densidad (hab/km²) | Distrito              | Cantón anterior            |
| ----------------- | ------------ | ---------------- | ---------------- | ------------------ | --------------------- | -------------------------- |
| Arudy             | 64062        | 28,23            | 2185             | 77                 | Santa María de Olorón | Arudy                      |
| Aste-Béon         | 64069        | 19,05            | 275              | 14                 | Santa María de Olorón | Laruns                     |
| Béost             | 64110        | 43,50            | 217              | 5                  | Santa María de Olorón | Laruns                     |
| Bescat            | 64116        | 6,81             | 272              | 40                 | Santa María de Olorón | Arudy                      |
| Bielle            | 64127        | 25,37            | 448              | 18                 | Santa María de Olorón | Laruns                     |
| Bilhères          | 64128        | 17,19            | 167              | 9,7                | Santa María de Olorón | Laruns                     |
| Buziet            | 64156        | 8,18             | 484              | 59                 | Santa María de Olorón | Santa María de Olorón-Este |
| Buzy              | 64157        | 16,70            | 941              | 56                 | Santa María de Olorón | Arudy                      |
| Castet            | 64175        | 23,53            | 158              | 6,7                | Santa María de Olorón | Arudy                      |
| Eaux-Bonnes       | 64204        | 38,52            | 366              | 60                 | Santa María de Olorón | Laruns                     |
| Escou             | 64207        | 6,19             | 372              | 60                 | Santa María de Olorón | Santa María de Olorón-Este |
| Escout            | 64209        | 9,52             | 431              | 45                 | Santa María de Olorón | Santa María de Olorón-Este |
| Estialescq        | 64219        | 5,14             | 262              | 51                 | Santa María de Olorón | Lasseube                   |
| Estos             | 64220        | 3,22             | 519              | 161                | Santa María de Olorón | Santa María de Olorón-Este |
| Gère-Bélesten     | 64240        | 12,82            | 198              | 15                 | Santa María de Olorón | Laruns                     |
| Goès              | 64245        | 4,76             | 578              | 121                | Santa María de Olorón | Santa María de Olorón-Este |
| Herrère           | 64261        | 8,93             | 360              | 40                 | Santa María de Olorón | Santa María de Olorón-Este |
| Izeste            | 64280        | 6,84             | 456              | 67                 | Santa María de Olorón | Arudy                      |
| Laruns            | 64320        | 248,96           | 1200             | 4,8                | Santa María de Olorón | Laruns                     |
| Lasseube          | 64324        | 48,60            | 1732             | 32                 | Santa María de Olorón | Lasseube                   |
| Lasseubetat       | 64325        | 7,06             | 197              | 28                 | Santa María de Olorón | Lasseube                   |
| Ledeuix           | 64328        | 13,52            | 1026             | 76                 | Santa María de Olorón | Santa María de Olorón-Este |
| Louvie-Juzon      | 64353        | 55,65            | 1093             | 20                 | Santa María de Olorón | Arudy                      |
| Louvie-Soubiron   | 64354        | 26,66            | 119              | 4,5                | Santa María de Olorón | Laruns                     |
| Lys               | 64363        | 15,40            | 350              | 23                 | Santa María de Olorón | Arudy                      |
| Ogeu-les-Bains    | 64421        | 23,07            | 1271             | 55                 | Santa María de Olorón | Santa María de Olorón-Este |
| Poey-d'Oloron     | 64449        | 4,79             | 182              | 38                 | Santa María de Olorón | Santa María de Olorón-Este |
| Précilhon         | 64460        | 6,39             | 362              | 57                 | Santa María de Olorón | Santa María de Olorón-Este |
| Rébénacq          | 64463        | 10,50            | 687              | 65                 | Santa María de Olorón | Arudy                      |
| Sainte-Colome     | 64473        | 9,35             | 365              | 39                 | Santa María de Olorón | Arudy                      |
| Saucède           | 64508        | 7,10             | 129              | 18                 | Santa María de Olorón | Santa María de Olorón-Este |
| Sévignacq-Meyracq | 64522        | 14,81            | 569              | 38                 | Santa María de Olorón | Arudy                      |
| Verdets           | 64551        | 5,62             | 278              | 49                 | Santa María de Olorón | Santa María de Olorón-Este |

En 2012, la población total del nuevo cantón era de 22301 habitantes.